# Sauropelta
Sauropelta (/ˌsɔːr[invalid input: 'ɵ']ˈpɛltə/ SAWR-o-PEL-tə; nghĩa là 'lizard shield') là một chi khủng long thuộc họ Nodosauridae sống vào thời kỳ kỷ Creta tại nơi ngày nay là Bắc Mỹ. Một loài (S. edwardsorum) duy nhất đã được đặt tên dù cũng có thể tồn tại các loài khác. Sauropelta là một trong những chi nodosauridae được hiểu rõ nhất, với hóa thạch được tìm thấy ở bang Wyoming, Montana, và có lẽ cả Utah của Hoa Kỳ. Nó cũng là chi nodosauridae cổ nhất được biết đến; hầu hết hóa thạch của nó được tìm thấy tại thành hệ Cloverly, có niên đại khoảng 108.05±0.2 triệu năm trước.